# Thaddeus Shideler

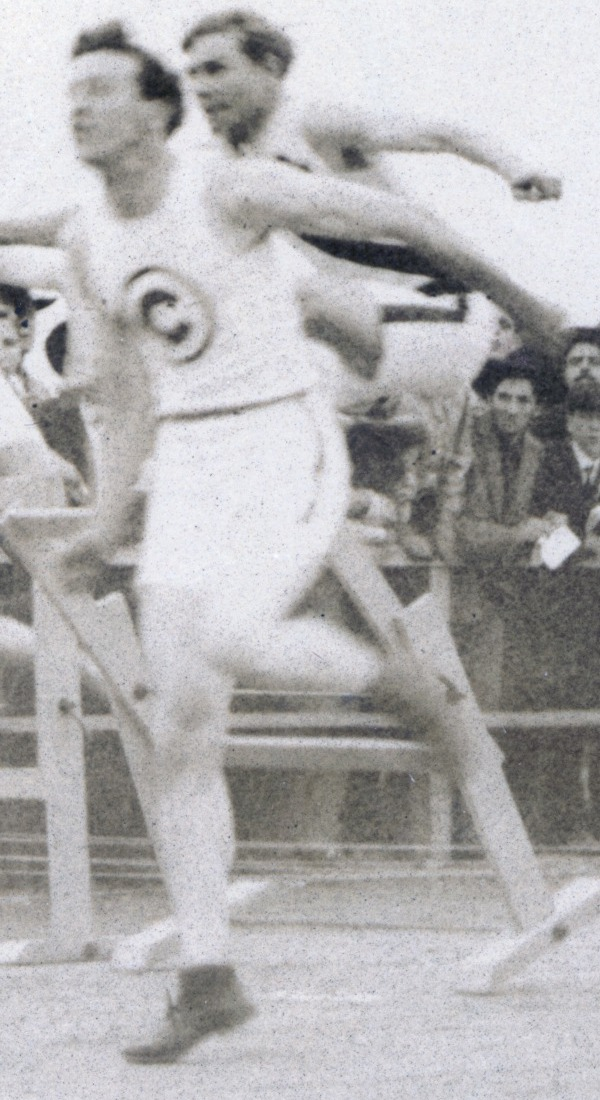
Thaddeus Shideler

Thaddeus „Tad“ Rutter Shideler (* 17. Oktober 1883 in Marion (Indiana); † 22. Juni 1966 in Collbran (Colorado)) war ein US-amerikanischer Leichtathlet.
Bei den Olympischen Sommerspielen 1904 in St. Louis gewann Shideler die Silbermedaille im 110-Meter-Hürdenlauf. Bis kurz vor den Olympischen Spielen 1904 hielt Shideler mit 15,0 Sekunden den inoffiziellen Weltrekord über diese Distanz.